# Justified (album)
Justified is Justin Timberlake's debuutalbum uit november 2002.
Het album bereikte de vierde plaats in de Album Top 100, en er werden wereldwijd zo'n 7 miljoen exemplaren van verkocht.

## Tracks
1. Señorita
2. Like I Love You
3. What You Got, (Oh No)
4. Take It From Here
5. Cry Me A River
6. Rock Your Body
7. Nothin' Else
8. Last Night
9. Still On My Brain
10. Take Me Now, (And She Said) (met Janet Jackson
11. Right For Me
12. Let's Take A Ride
13. Never Again

Op de Engelse editie van het album staat een bonus-track genaamd Worthy Of.

## Hitnoteringen
| Land                | Hoogste notering | Aantal weken |
| ------------------- | ---------------- | ------------ |
| Australië           | 9                | 55           |
| België (Vlaanderen) | 10               | 60           |
| België (Wallonië)   | 8                | 38           |
| Denemarken          | 4                | 41           |
| Duitsland           | 11               | 64           |
| Frankrijk           | 30               | 74           |
| Finland             | 7                | 13           |
| Italië              | 22               | 29           |
| Nederland           | 4                | 79           |
| Nieuw-Zeeland       | 5                | 37           |
| Noorwegen           | 9                | 34           |
| Oostenrijk          | 33               | 22           |
| Portugal            | 30               | 1            |
| Zwitserland         | 22               | 64           |
| Zweden              | 21               | 35           |